# Мелофагоз
Мелофагоз (Melofagosis) — энтомоз овец, вызванный бескрылой мухой-кровосоской Melophagus ovinus.

## Этиология
Возбудитель — овечий рунец Melophagus ovinus (Linnaeus, 1758) (семейство Hippoboscidae отряда Diptera) — эктопаразит овец, реже коз. Распространён от Западной Европы до Китая, завезён в Америку и Австралию; встречается в России, Казахстане, Средней Азии. 
Возбудитель имеет уплощённое, серо-коричневого цвета тело длиной 4—7 мм, покрытое волосками; ноги с серповидными коготками, крылья рудиментарные. Самки живородящие, рождают каждые 7—9 сут одну личинку, которую прикрепляет к шерсти хозяина. Через 10 часов личинка окукливается. Пупарий коричневого цвета, длиной 3 мм, непроницаем для растворов инсектицидов. Через 20—26 сут вылупляется взрослая муха, которая питается кровью хозяина. Паразит живёт до 220 суток (вне тела овцы летом — не более 5 дней). За этот срок самка рождает 15—20 личинок. 
Паразиты сосут кровь хозяина несколько раз в день. 
M. ovinus — переносчик возбудителей трипаносомозов, спирохетоза, риккетсиоза и других болезней.

## Мелофагоз человека
Отмечается, что M. ovinus способны вызывать зуд у человека.

## Мелофагоз овец
M. ovinus у овец хоботком травмируют кожу и кровеносные сосуды, вызывая развитие дерматитов, замедление роста шерсти. Последняя становится ломкой, загрязняется пупариями и экскрементами паразитов, сваливается, приобретая серо-зелёную окраску. Испытывая зуд, овцы расчёсывают кожу задними ногами, зубами, вырывая и заглатывая при этом шерсть, а также паразитов. У овец нарушается обмен веществ. Снижаются упитанность и молочная продуктивность. Овцы худеют, уменьшается сопротивляемость их организма к различным заболеваниям.
Особенно интенсивно заражаются ягнята, на каждом может быть до тысячи и более личинок. У них течение болезни осложняется кахексией и гибелью. 
Возможно развитие некоторых трансмиссивных болезней (трипаносомозы и др.).